# Stazione di Cavezzo-Villafranca
La stazione di Cavezzo-Villafranca è stata una stazione ferroviaria della ferrovia Modena-Mirandola.
Situata nella frazione di Villafranca di Medolla, la stazione era gestita dalla Società Emiliana di Ferrovie Tranvie ed Automobili (SEFTA).

## Storia
La stazione venne inaugurata con la denominazione di "stazione di Cavezzo-Medolla" il 16 settembre 1883, giorno di attivazione della ferrovia Modena-Mirandola, mentre l'8 aprile 1884 venne aperta al traffico la diramazione da Villafranca a Finale Emilia. In seguito all'apertura della fermata di Medolla il 5 marzo 1885, venne ridenominata come "stazione di Cavezzo-Villafranca".
Il bivio ferroviario della stazione divenne un obiettivo strategico durante la seconda guerra mondiale, subendo numerosi attacchi e bombardamenti da parte della forze alleate: il 31 luglio 1944 l'aviazione alleata lanciò 16 bombe sulla ferrovia nei pressi di Villafranca, causando il rovesciamento di tre vagoni e l'interruzione della linea elettrica; il 4 ottobre 1944 furono colpiti altri vagoni a Villafranca; il 10 gennaio 1945 gli aerei alleati mitragliarono nuovamente un treno a Villafranca, uccidendo sei persone (tra cui il parroco di Quarantoli, don Alberto Fedozzi) e ferendo altre 31 persone. La ferrovia riprese il servizio già nell'agosto 1945, ma poi venne smantellata nel 1964.

## Strutture e impianti

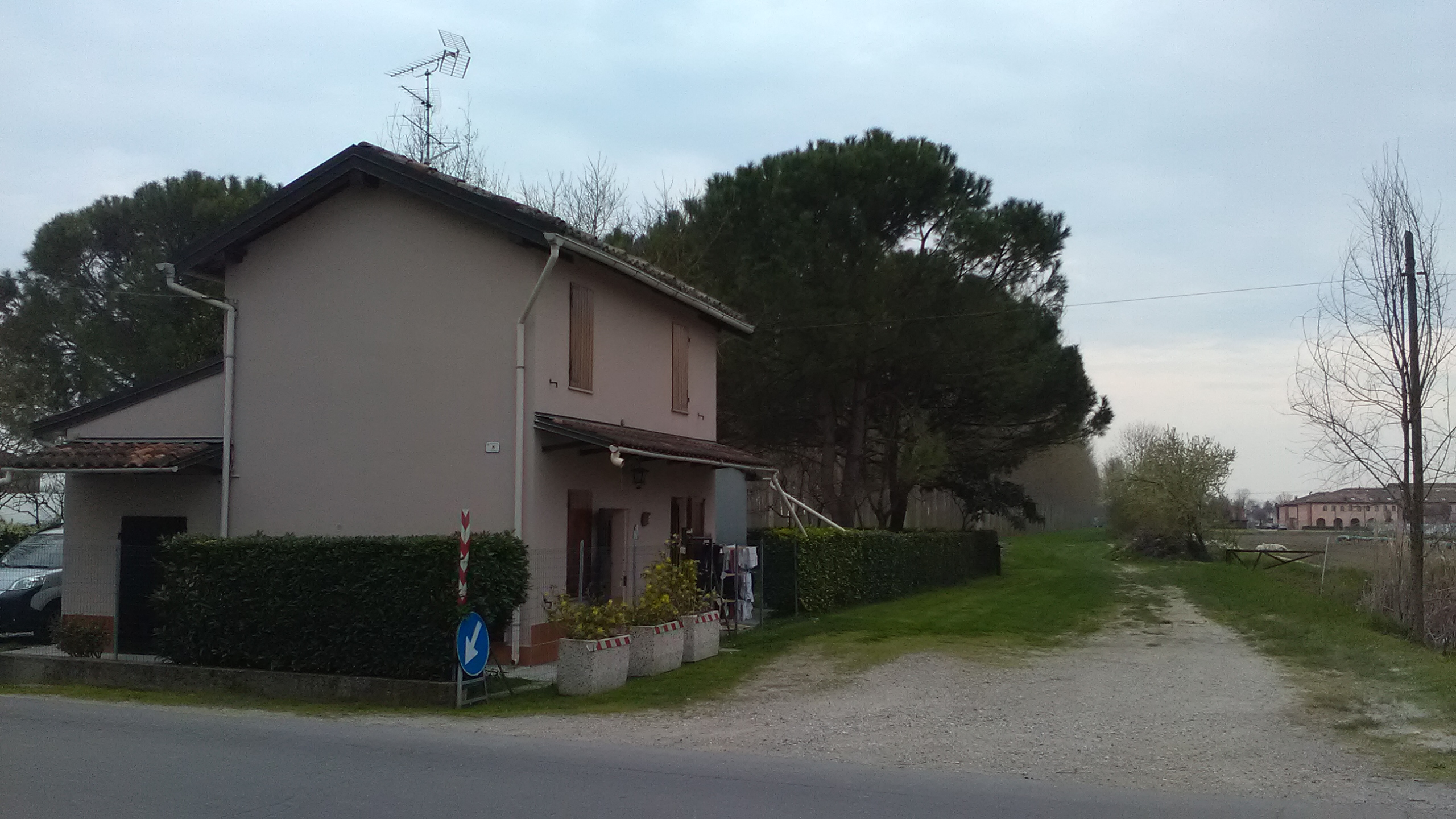
L'ex stazione a Villafranca

## Movimento

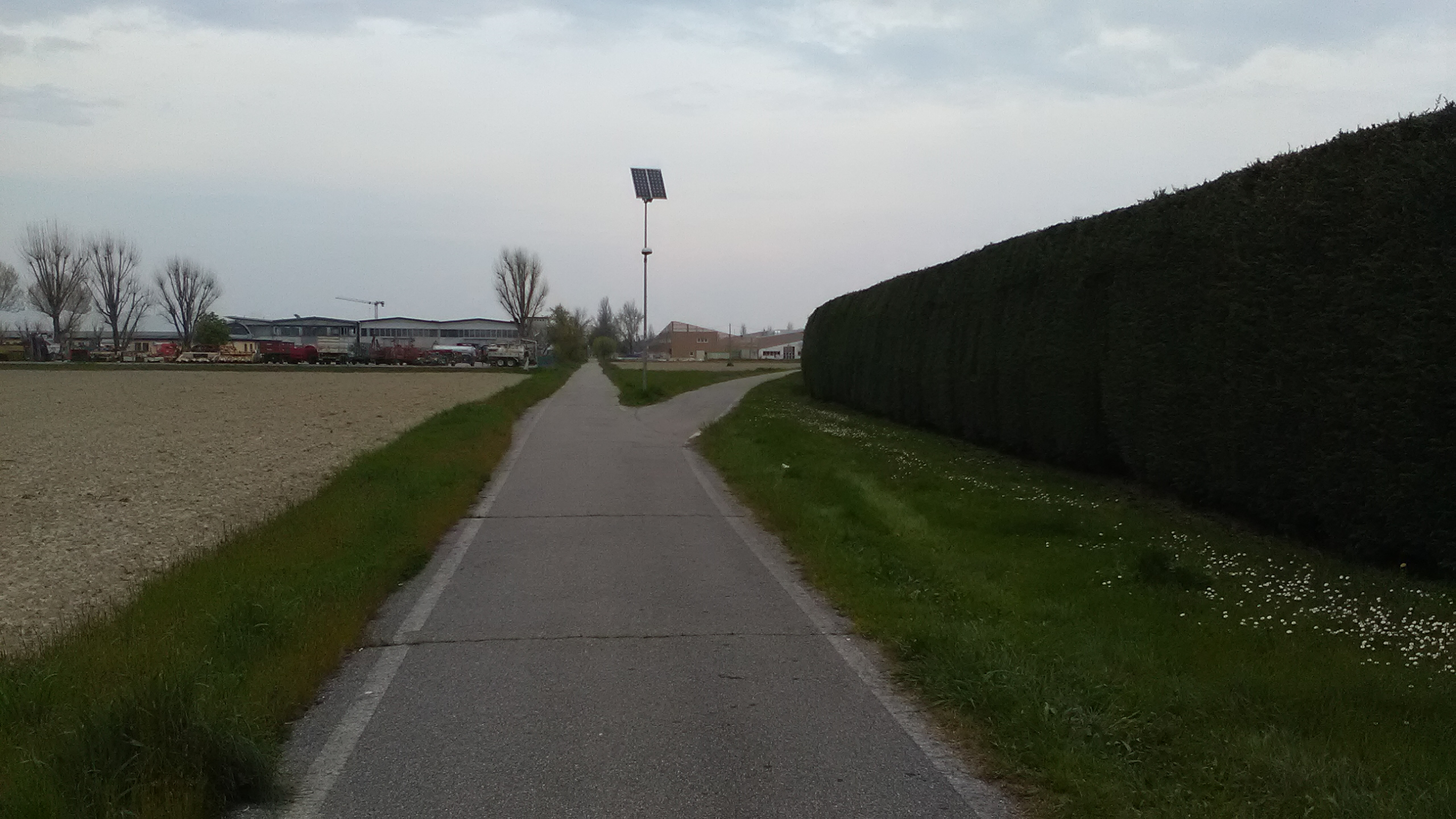
Il bivio in cui venivano staccati i convogli diretti a Finale Emilia (verso destra) da quelli per Mirandola (che proseguivano dritti)

Nel 1964 il traffico passeggeri era servito da 12 coppie di treni giornalieri, composti da un'elettromotrice e una carrozza a carrelli mista (oppure dalla sola elettromotrice). Partendo da Mirandola verso Modena, il convoglio veniva agganciato presso la stazione di Cavezzo-Villafranca con le vetture provenienti dalla diramazione per la stazione di Finale Emilia e si proseguiva verso Modena; mentre la stessa cosa accadeva al ritorno nel verso contrario da Modena verso Mirandola e Finale.
Nella fascia oraria 6:00-9:00 erano cadenzati ogni 45 minuti quattro collegamenti Mirandola-Modena (di cui due diretti nei giorni feriali) e tre corse da Modena. Nei giorni festivi c'era un ulteriore treno in quanto a Cavezzo il mercato settimanale si svolge di domenica.